# Phương Uyển

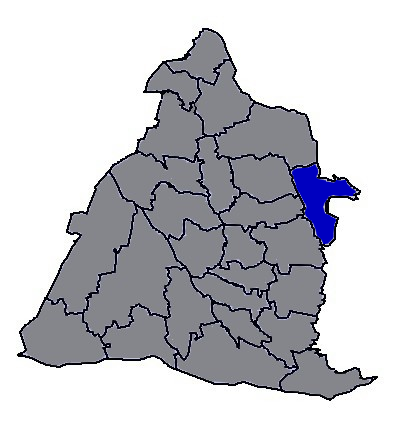
Vị trí tại Chương Hóa

Phương Uyển (tiếng Trung: 芳苑鄉; bính âm: Fāngyuàn xiāng) là một hương (xã) của huyện Chương Hóa, tỉnh Đài Loan, Trung Hoa Dân Quốc (Đài Loan). Hương có địa hình đồng bằng và kinh tế dựa trên nông nghiệp và ngư nghiệp. Tổng diện tích của hương là 91,3824 km², dân số vào tháng 8 năm 2011 là 35.905 người thuộc 9.998 hộ gia đình, mật độ cư trú đạt 392,9 người/km².